# Temple Hongfa
Le temple Hongfa (chinois : 弘法寺 ; pinyin : Hóngfă Sì) de Shenzhen, dans la province du Guangdong, en Chine est un temple bouddhiste,, construit entre 1985 et 1992.

## Histoire
Le temple est fondé entre 1985 et 1992 par le maître du bouddhisme Chan, Benhuan (zh) (1907-2012).

## Architecture
Le temple est situé au pied de la montagne Wutong. Le temple est composé de quarante bâtiments. Le complexe comprend les salles suivantes : Sanmon, salle Mahavira, salle des Quatre rois célestes, salle Guanyin, tour de la cloche, tour du tambour, salle du fondateur, salle du Dharma, salle à manger, etc.